# Brojler

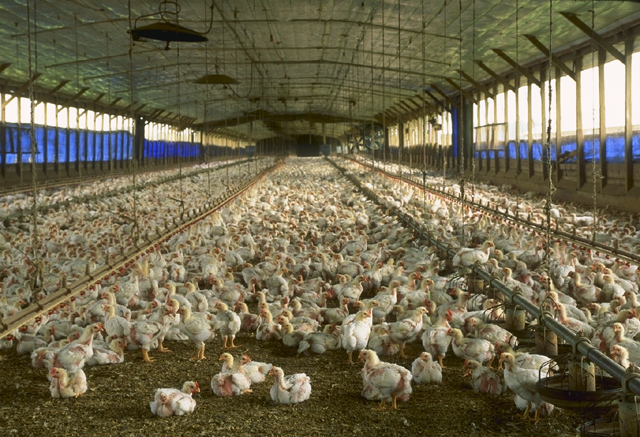
Hodowla brojlerów w brojlerni

Brojlery – młody, bardzo intensywnie tuczony (w zamknięciu) drób, przeznaczony na ubój. 
Określenie to stosuje się dla drobiu (kurczęta, kaczki, indyki, gęsi) oraz królików. Brojlery osiągają szybki przyrost masy w krótkim czasie, dzięki czemu są stosunkowo tanie w produkcji i hodowane na skalę przemysłową.